# 畠山義一
畠山 義一（はたけやま よしかづ）は、江戸時代後期の高家旗本。通称は修理。

## 略歴
高家旗本・畠山義福の長男。生母は土屋篤直の養女。
寛政4年（1792年）4月28日、11代将軍・徳川家斉に御目見する。享和2年（1802年）、父の死去により家督を相続する。ただし生涯表高家として過ごし、高家職に就くことはなかった。文化7年（1810年）1月25日死去、享年46。家督は弟・義宣が養子となって相続した。
三女あり。長女は高家旗本上杉義達に嫁いだ。